# Acordo de Adis Abeba (2013)
O Acordo-Quadro para a Paz, Segurança e Cooperação para a República Democrática do Congo e região, mais conhecido como Acordo-Quadro de Adis Abeba, foi assinado em 24 de fevereiro de 2013 em Adis Abeba entre onze países da África Central e Meridional sobre a situação no leste da República Democrática do Congo (RDC). Foi uma iniciativa de paz que visava pôr fim ao conflito mais mortífero desde a Segunda Guerra Mundial e resolver as causas profundas da violência e das repetidas guerras no leste congolês.

## Signatários
O acordo foi assinado por onze países da região dos Grandes Lagos (Angola, Burundi, República Centro-Africana, República Democrática do Congo, República do Congo, Ruanda, África do Sul, Sudão do Sul, Tanzânia, Uganda e Zâmbia), aos quais se juntaram o Quênia e o Sudão em 31 de Janeiro de 2014, bem como por quatro instituições internacionais e regionais, nomeadamente a Organização das Nações Unidas (ONU), a União Africana (UA), a Conferência Internacional sobre a Região dos Grandes Lagos (CIRGL) e a Comunidade para o Desenvolvimento da África Austral (SADC).

## Acordo
Em uma reunião na União Africana em Adis Abeba em 24 de fevereiro de 2013, os chefes de Estado ou representantes desses onze países da região, incluindo a República Democrática do Congo, Ruanda e Uganda, bem como o secretário-geral das Nações Unidas Ban Ki-moon, a Presidente da Comissão da União Africana Nkosazana Dlamini Zuma e o Presidente da SADC Armando Emílio Guebuza, assinaram um acordo-quadro sobre a situação no leste do Congo, que eles chamaram de "paz, segurança e cooperação", no qual os respectivos países declararam que respeitariam suas fronteiras e não apoiariam grupos armados.  O acordo foi considerado como um possível início adicional da mobilização de uma força de intervenção para combater o Movimento 23 de Março (M23) e foi puramente intergovernamental, sendo concluído sem o envolvimento do M23 ou de outros grupos armados ou da sociedade civil. 
O acordo previa uma série de reformas para abrir caminho para a recuperação econômica e a democratização na República Democrática do Congo, após ciclos de conflito por grupos armados nacionais e estrangeiros e atos quase diários de violência sexual e graves violações dos direitos humanos como crimes de guerra. O número de pessoas deslocadas está entre os mais altos do mundo. A implementação do programa de reconstrução nacional, reforma do setor de segurança e erradicação da pobreza é constantemente interrompida.
Para a comunidade internacional, o acordo incluía um compromisso renovado de trabalhar pela revitalização da Comunidade Econômica dos Países dos Grandes Lagos (CEPGL) e apoiar a implementação de seu objetivo de desenvolvimento econômico e integração regional. Também previa a nomeação de um Enviado Especial da ONU, Saïd Djinnit.
Na RDC, com base adicional na Resolução 2098 do Conselho de Segurança das Nações Unidas e na Ordem n.º 13/020 de 13 de maio de 2013 assinada por Joseph Kabila, que prevê um "mecanismo nacional de monitorização e supervisão da implementação dos compromissos assumidos no âmbito do Acordo-Quadro para a Paz, Segurança e Cooperação para a República Democrática do Congo e Região de 24 de fevereiro de 2013", são esperadas medidas de reforma aprofundadas nos seis seguintes setores:
- Setor de segurança (exército, polícia)
- Consolidação da autoridade do Estado
- Descentralização
- Desenvolvimento e serviços sociais básicos
- Instituições do Estado e finanças
- Reconciliação, tolerância, democratização.

Como resultado do acordo, eclodiram combates dentro do M23 entre a facção de Sultani Makenga e a facção em torno do antigo chefe de gabinete do Congresso Nacional para a Defesa do Povo, Bosco Ntaganda, e do presidente político do M23, o bispo Jean-Marie Runiga Lugerero.